# 西居爾·萊斯
西居爾·萊斯（挪威語：Sigurd Rise，約912年—937年），挪威第一位國王金发哈拉尔的兒子。
史料對於他的生平記載不多。傳說他的兒子哈夫丹·西居爾松（Halvdan Sigurdsson）是西居爾·希爾的父親，後者是「無情者」哈拉爾三世的父親。